# 켈라트집박쥐
켈라트집박쥐(Pipistrellus ceylonicus)는 애기박쥐과에 속하는 박쥐의 일종이다. 브루나이와 중국, 인도, 인도네시아, 말레이시아, 미얀마, 파키스탄, 스리랑카, 베트남에서 발견된다.

## 특징
머리부터 몸까지의 몸길이는 9cm, 전완장은 4cm, 날개 폭은 26~27cm이다. 몸무게는 3-5g이다. 수컷이 암컷보다 크고, 밝은 색을 띤다. 색은 거의 진한 갈색부터 밝은 불그스레한 갈색까지 다양하지만, 보통 상체는 불그스레한 갈색을 띠고 하체는 연한 색을 띤다. 비막은 진한 갈색이다. 몸은 짧고 무성한 털로 덮여 있다.